# Frans van Roessel
Franciscus van Roessel C.I.C.M. (Oisterwijk, 16 december 1918 - 8 mei 2000) was een Nederlands geestelijke en een aartsbisschop van de Rooms-Katholieke Kerk, werkzaam in Indonesië.
Van Roessel trad op 8 september 1938 in bij de congregatie van het Onbevlekt Hart van Maria waar hij op 4 augustus 1943 tot priester werd gewijd. Na het einde van de Tweede Wereldoorlog vertrok hij naar Indonesië waar hij als missionaris werkzaam was.
Van Roessel werd op 18 januari 1988 benoemd tot aartsbisschop van Ujung Pandang (zoals het aartsbisdom Makassar heette van 1973 tot 2000). Zijn bisschopswijding vond plaats op 19 maart 1988. 
Van Roessel ging op 21 mei 1994 met emeritaat.